# León Federico Fiel
León Federico Fiel, conocido también por el seudónimo Noel de Lara, fue un escritor, crítico y traductor argentino del siglo XX.

## Biografía
Usó el seudónimo «Noel de Lara». Descrito por Cejador y Frauca como «poeta argentino, muy bien encaminado por el aprecio crítico y práctico que muestra de la poesía popular, la cual tiene por dechado», publicó obras como Vasseur como poeta revolucionario (conferencia, 1915), Martín Fierro (1916), Vanidad, prosa y verso (1921), Miseria (esbozo de novela, 1921) y La obra de Rafael Barrett (1921).